# ドン・バレンタイン
ドン・バレンタイン（ドナルド・T・ドン・バレンタイン、Donald T. "Don" Valentine、1932年6月26日 - 2019年10月25日）は、アメリカ合衆国で最も影響力のあるベンチャー・キャピタリストの一人であり、アメリカを代表するベンチャーキャピタルであるセコイア・キャピタルの創業者である。

## 来歴
フェアチャイルド・セミコンダクターでセールス・マーケティング部門の責任者を経て、ナショナル・セミコンダクターでは創設メンバーとして名を連ねる。その後、1972年にカリフォルニア州メンロパークにてセコイア・キャピタルを創業、Appleやオラクル、グーグル、エレクトロニック・アーツ、シスコなどへの投資を主導しこれまでに250社を超えるテクノロジー・カンパニーへ投資を行ってきた。
バレンタインはこれまで投資してきた多くの企業で取締役を務め、Apple 、アタリ、エレクトロニック・アーツ、シスコ、オラクルなどの取締役を歴任した。また、2011年にはバレンタインをモデルにしたドキュメンタリー映画「Something Ventured」が公開された。

## 主な投資先
- Apple
- アタリ
- オラクル
- グーグル
- エレクトロニック・アーツ
- シスコシステムズ
- LSIコーポレーション
- リニアテクノロジー（英語版）

## 私生活
ベイエリアに住み、3人の子供と7人の孫がいる。カトリック信者であり、デンマーク人の祖父を持つ。